# Gäddtjärnen (Malungs socken, Dalarna, 672112-139709)
Gäddtjärnen är en sjö i Malung-Sälens kommun i Dalarna och ingår i Dalälvens huvudavrinningsområde.